# Billionaire Boys Club (film)
Pour les articles homonymes, voir Billionaire Boys Club (homonymie).
Pour plus de détails, voir Fiche technique et Distribution.
Billionaire Boys Club est un film biographique coécrit et réalisé par James Cox, sorti en 2018. Il narre la véritable histoire du Billionaire Boys Club, un club d'investissement et social créé par Joe Hunt et Dean Karny, un jeune génie de la finance et un joueur de tennis professionnel tous les deux fortunés et également accusés du meurtre de Ron Levin, un escroc qui aurait volé l'argent de leur club, dans les années 1980.

## Synopsis
En 1983, de jeunes hommes richissimes fondent le Billionaire Boys Club, un club d'investissement créé par le génie de la finance Joe Hunt et le joueur de tennis Dean Karney. Ils dépensaient follement notamment l'argent investi par des investisseurs. Jusqu'au jour où les fonds ont tourné court en 1984, les membres de l'association se sont tournés vers le banditisme ce qui les mena à tuer Ron Levin, un escroc qui leur aurait volé environ 4 millions de dollars.

## Fiche technique
- Titre original et français : Billionaire Boys Club
- Réalisation : James Cox
- Scénario : James Cox et Captain Mauzner
- Direction artistique : Matthew Gatlin
- Costumes : Terry Anderson
- Photographie : James M. Muro
- Montage : Glen Scantlebury
- Production : Cassian Elwes et Holly Wiersma
- Société de production : Armory Films
- Société de distribution : Vertical Entertainment (États-Unis)
- Pays d'origine :  États-Unis
- Langue originale : anglais
- Budget : 15 millions de dollars[réf. nécessaire]
- Format : couleur
- Genre : drame biographique
- Durée : 108 minutes
- Dates de sortie : 
  - États-Unis : 17 août 2018

## Distribution
- Ansel Elgort : Joe Hunt
- Taron Egerton : Dean Karney
- Kevin Spacey (VFB : Pascal Gruselle) : Ron Levin
- Jeremy Irvine : Kyle Biltmore
- Cary Elwes : Andy Warhol
- Emma Roberts : Sydney
- Billie Lourd : Rosanna Tickpurth
- Suki Waterhouse : Quintana
- Judd Nelson : Ryan Hunt, le père de Joe
- Ryan Rottman : Scott
- Waleed Zuaiter : Sam Samedi
- Carmen Illán : la femme de Samedi
- Thomas Cocquerel : Charlie
- Bokeem Woodbine : un videur
- Rosanna Arquette : la mère de Sydney

## Accueil

### Accueil critique
Sur l'agrégateur américain Rotten Tomatoes, le film récolte 7 % d'opinions favorables pour 15 critiques. Sur Metacritic, il obtient une note moyenne de 30⁄100 pour 5 critiques.

### Controverse
Malgré les accusations sexuelles envers Kevin Spacey, datant d'octobre 2017, Vertical Entertainment confirme le lancement du film, tout en précisant qu'ils ne toléraient à aucun niveau le harcèlement sexuel. Ils déclarent vouloir aller de l'avant avec la sortie du film, celui-ci ayant été pratiquement finalisé environ deux ans et demi avant sa sortie.